# Albaniens U20-herrlandslag i fotboll
Albaniens U20-herrlandslag i fotboll är det nationella fotbollslaget för personer i 20 års ålder och administreras av Federata Shqiptare e Futbollit.